# Barbora Havlíčková
Barbora Havlíčková (Vimperk, 12 maggio 2000) è una fondista ceca.

## Biografia
Attiva dal dicembre del 2015, la Havlíčková ha esordito ai Campionati mondiali a Lahti 2017, dove si è classificata 11ª nella staffetta, ai Giochi olimpici invernali a Pyeongchang 2018, dove si è piazzata 59ª nella 10 km, 43ª nello skiathlon e 11ª nella staffetta, e in Coppa del Mondo il 18 gennaio 2020 a Nové Město na Moravě in una 10 km (50ª); ai Mondiali di Planica 2023 è stata 9ª nella staffetta e a quelli di Trondheim 2025 si è classificata 28ª nella 10 km, 27ª nella 50 km, 45ª nello skiathlon e 8ª nella staffetta.

## Palmarès

### Coppa del Mondo
- Miglior piazzamento in classifica generale: 140ª nel 2024